# Pinguicula longifolia
Pinguicula longifolia Ramond ex DC. (укр. Товстянка довголиста) — вид комахоїдних трав'янистих рослин з роду товстянка (Pinguicula) родини пухирникових (Lentibulariaceae).

## Загальна біоморфологічна характеристика

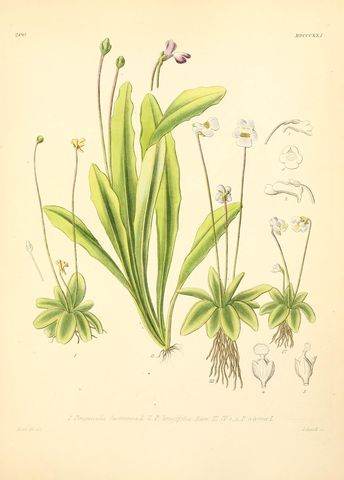
Ілюстрація Pinguicula lusitanica (ліворуч), Pinguicula longifolia (в центрі), Pinguicula alpina (праворуч)

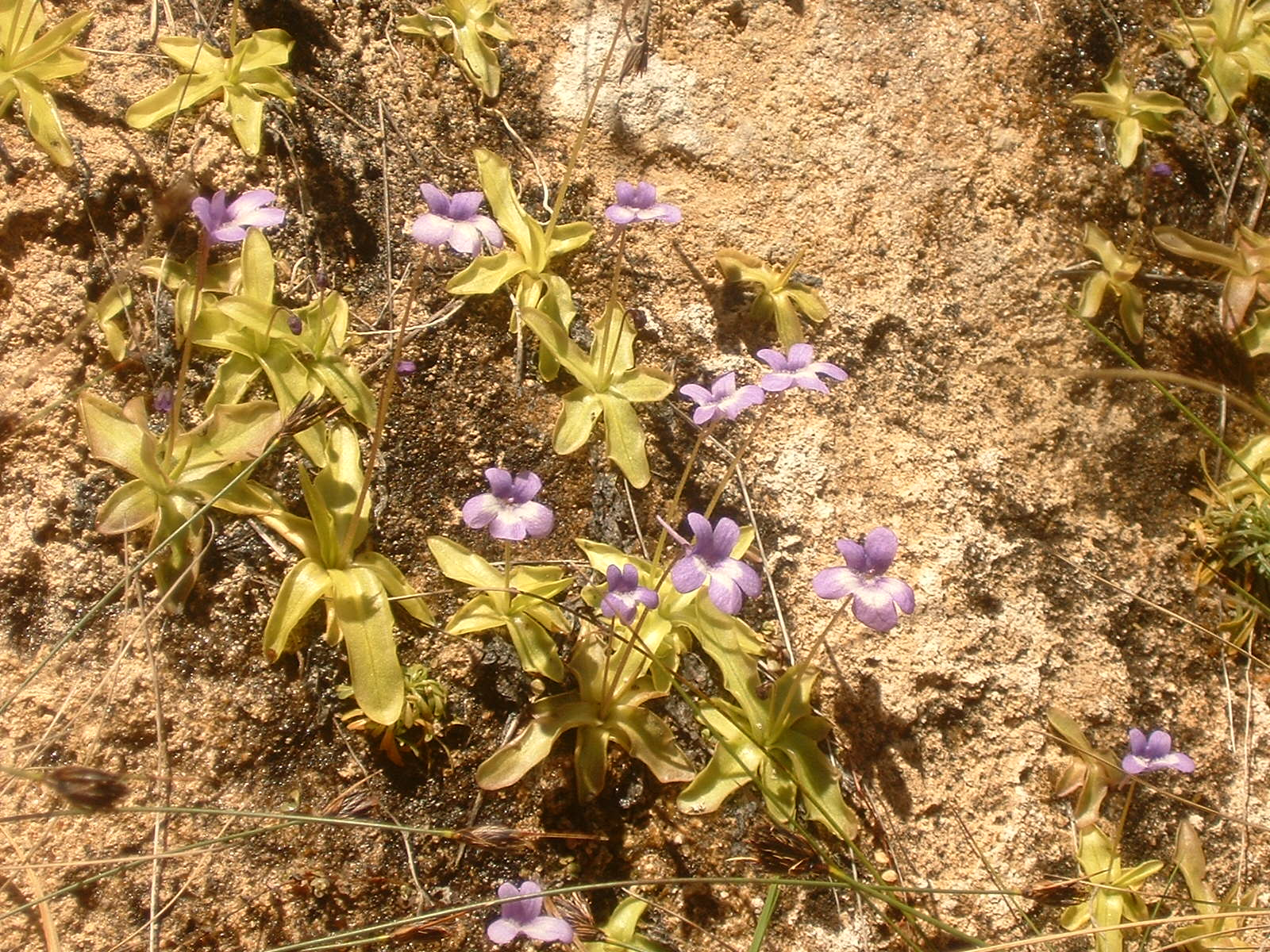
Pinguicula longifolia subsp. dertosensis

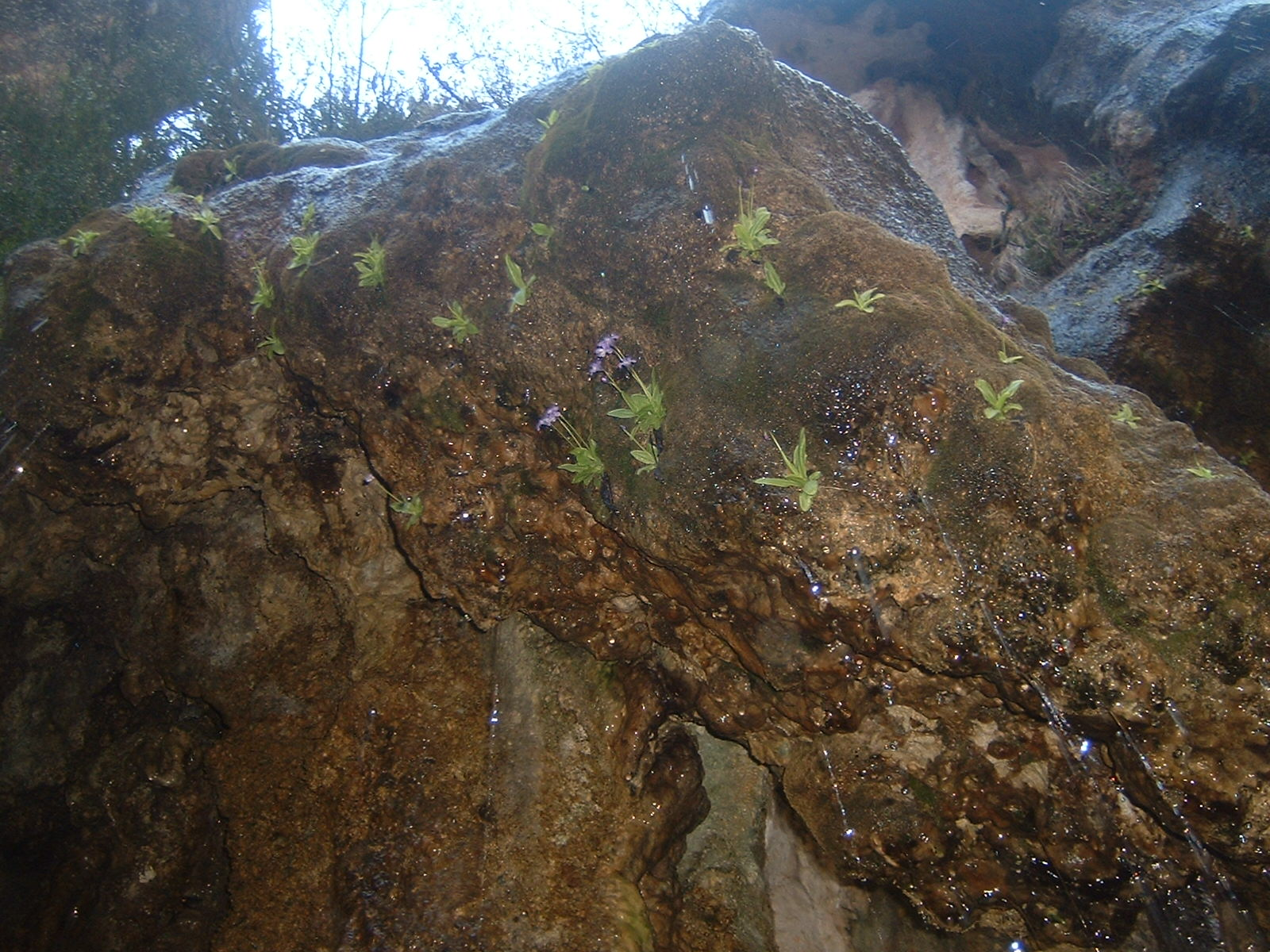
Місцезростання Pinguicula longifolia subsp. dertosensis на скелях

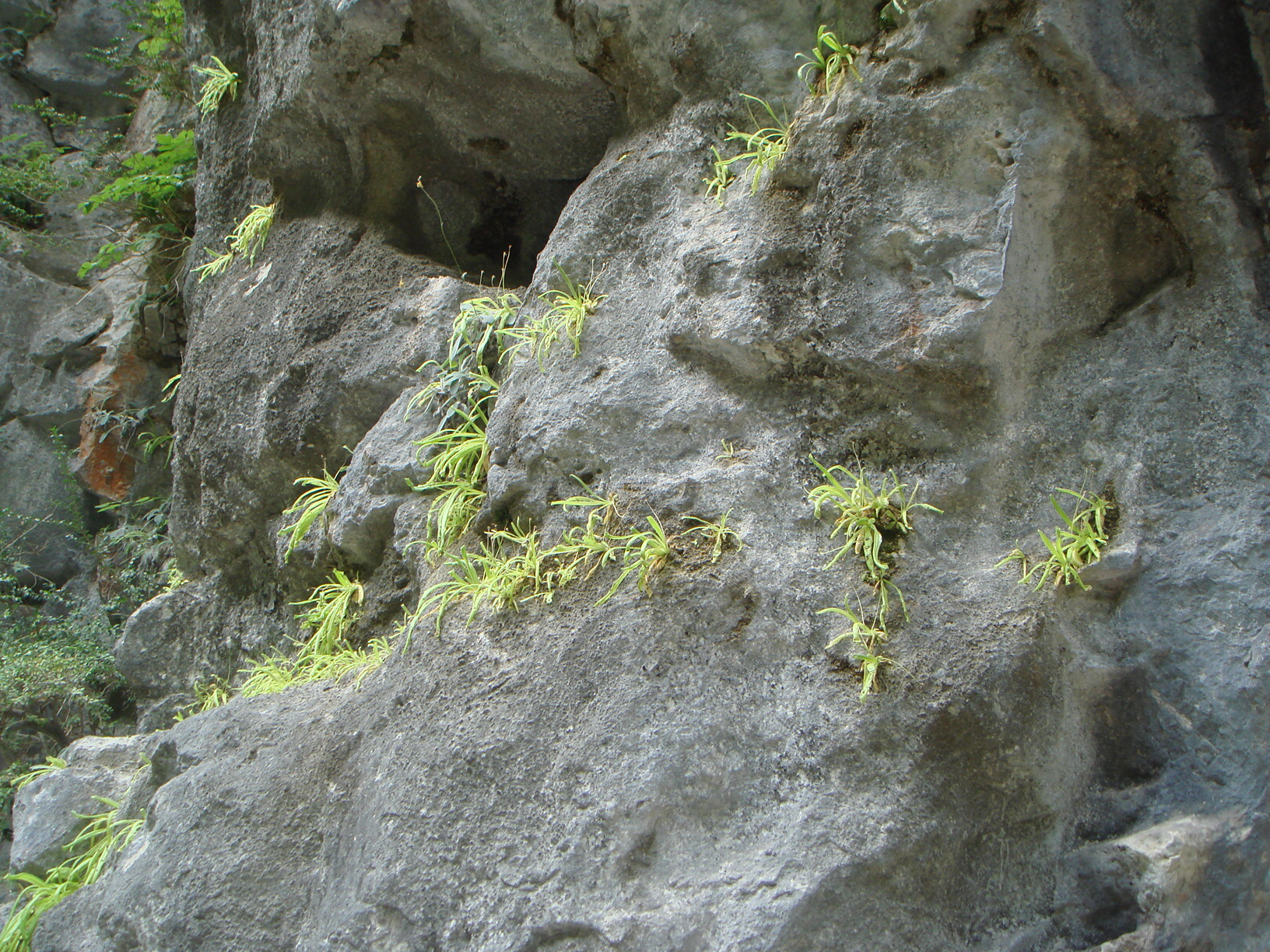
Місцезростання Pinguicula longifolia в Піренеях, у провінції Уеска, Іспанія

Багаторічна рослина з тонкими стеблами 5-15 см заввишки. Листя розташовані в прикореневій розетці, найнижчі прикореневі листи еліптичні 5-11 см завдовжки, верхні до лінійно-ланцетних, загострені, 6-14 см завдовжки, 1-2 см завширшки, по краю широко хвилясті, на коротких широких черешках. Квітконосні стрілки прямостоячі, тонкі, темно-лілові. Квіти поодинокі, верхівкові, горизонтальні або злегка пониклі, чашечки довгасті, віночок 2,5-4 см в діаметрі, стислий, злегка витягнутий, ліловий до світло-блакитного, двогубий, біля основи нижньої губи з білими плямами, пелюстки нижньої губи досить довгі. Зав'язь майже куляста. Цвіте з квітня по червень. Плід — яйцеподібна коробочка. Насіння циліндричне, завдовжки близько 1 мм. Восени листя зникають, і рослина утворює зимуючі бруньки. Морозостійкий вид, витримує пониження температури до мінус 23 °C. Рослина отруйна.

## Поширення
Європейський вид товстянки, в природі зустрічається в альпійському поясі гір Південно-Західної Європи (Іспанія, Андорра, Франція, Італія).

## Підвиди
Описано 4 підвиди Pinguicula longifolia:
- Pinguicula longifolia subsp. longifolia — типовий підвид, субальпійський ендемік невеликої області в центральних Піренеях. Ареал розташований в Іспанії, Андоррі і Франції.
- Pinguicula longifolia subsp. caussensis Casper — ендемічний підвид в невеликій області Франції під назвою фр. Les Causses (укр. Косси), порівняно з типовим підвидом має значно менші квіти.
- Pinguicula longifolia subsp. dertosensis (Canigueral) Schlauer — ендемічний підвид Іспанії, ареал розташований в центрально-східній частині країни. Деякі дослідники виділяють його в окремий вид.
- Pinguicula longifolia subsp. reichenbachiana (Schindl.) Casper — цей підвид можна знайти в долині Руая та сусідніх ущелинах на висоті від 500 до 600 м над рівнем моря. Деякі автори відзначили, що цей вид також було знайдено в Абруццо в центральній Італії.

## Екологія
Росте в тінистих і вологих, вертикальних або нависаючих стінах вапняку на висоті від 500 до 1 900 м над рівнем моря.